# 完全爆弾解除マニュアル:Keep Talking and Nobody Explodes
『完全爆弾解除マニュアル:Keep Talking and Nobody Explodes』（かんぜんばくだんかいじょマニュアル キープ・トーキング・アンド・ノーバディ・エクスプローズ、英: Keep Talking and Nobody Explodes）は、カナダのスタジオであるSteel Crate Gamesが開発したパズルゲーム。プレイヤーは、解除の手順が記されているマニュアルを見る他のプレイヤーと協力して手続き型に生成された爆弾を解除する。
当初はバーチャル・リアリティ（VR）用に開発され、Androidで動作するSamsung Gear VRでのみプレイすることができた。その後Microsoft Windows、OS X、PlayStation 4、Linuxの対応デバイスに移植され、VRなしでもプレイできるようになった。2018年8月に公開されたアップデートによってNintendo SwitchやXbox Oneでのプレイにも対応した。2019年8月にはiOSやAndroid向けに非VRの移植版がリリースされた。

## システム
本作のプレイには最低2人が必要となる。1人は「処理担当者」としてデバイスでゲームをプレイし、その他のプレイヤーは「分析担当者」として爆弾の解除方法が記されたマニュアルをゲームの公式ウェブサイトから入手する。処理担当者はマニュアルを見ることができず、分析担当者は爆弾を見ることができないため、爆弾を解除する際は会話をしてそれぞれが見ている内容を伝える必要がある。
ゲーム内の各爆弾は「モジュール」と呼ばれる複数の装置で構成されている。処理担当者は各モジュールの特徴を分析担当者に伝え、分析担当者はマニュアルを読んで解除方法を指示する。全てのモジュールの解除に成功すると爆弾は解除される。爆弾に取り付けられたタイマーの残り時間がゼロになるか、一定回数のミスをした場合、爆弾が爆発してゲームは失敗となる。爆弾は手続き型に生成されているため、解除方法は毎回異なる。ステージ制のノーマルモードの他に、自由にカスタマイズした爆弾を使用するフリーモードも存在する。

## 開発
開発者のAllen Pestaluky、Ben Kane、Brian Fetterはグローバルゲームジャム2014のためにこのゲームを製作した。3人はOculus RiftのDevelopment Kitを所有していたため、バーチャル・リアリティの真新しさを活用したいと考えていた。当初製作したジェットコースターのシミュレーションゲームは多くの人が興味をもってプレイしたが、ヘッドセットを装着している人は楽しんでいるものの、順番を待っている人はその楽しさを共有できていないことに3人は気付き、ヘッドセットを装着している人と、その人を見ている人の両方が楽しさを共有できるゲームというアイデアが生まれた。3人は複数の候補を検討した結果、爆弾解除というアイデアが最も面白く、またゲームジャムの間に完成することができると考えた。ゲームジャムの終わりに、3人は参加した他の開発者に向けてゲームをプレゼンし、ゲームのプレイ動画をYouTubeに投稿した。ゲームジャムとYouTubeの視聴者の両方から「面白い」という反応が得られたことで、3人はゲームに需要があることを実感し、完全版を開発することを決めた。当初開発した時点では、各モジュールを解除する手順も爆弾と同様に手続き型に生成されており、ゲームを始める度に変化していたが、後に固定化された。
2015年7月16日にAndroidで動作するSamsung Gear VR向けにリリースされた。2016年10月13日にPlayStation VR版がリリースされ、同年11月10日にはAndroid用のバーチャル・リアリティ・プラットフォームであるGoogle Daydream版がリリースされた。2018年8月16日には非VR版であるPlayStation 4版、Nintendo Switch版、Xbox One版が既存のユーザー向けに無料アップデートでリリースされた。iOSとAndroidの移植版は2019年8月1日にリリースされた。2019年2月28日には日本語版がNintendo Switchでリリースされ、PC版もアップデートにより日本語に対応した。

## 評価
レビュー収集サイトのMetacriticでは、PC版は「賛否両論または平均的」な評価であったが、Nintendo Switch版とPlayStation 4版では「概ね好意的」な評価を受けた。
デストラクトイドは10点中9点をつけ、「もしあなたが以前からカード・アゲンスト・ヒューマニティー、モノポリー、LaserdiscのボードゲームGargoylesをプレイすることに飽きているのであれば、『Keep Talking and Nobody Explodes』はあなたが求めている楽しみを間違いなく与えてくれるだろう。目前にあるタスクに取り組む準備ができている友人がいることが条件だが」と述べた。
Ars TechnicaのSam Machkovechはこのゲームを「必携」とレビューしたが、プレイヤーがある程度モジュールを理解すると、チャレンジではなく「作業のようなリズムを見出す」ことができてしまうとも指摘した。また、このゲームはパーティーゲームとしてのポテンシャルがあり、見ている人にとっても同様に楽しめるとも述べた。
2015年のNAVGTRアワードでは「Game, Strategy」を受賞した。このゲームは「Excellence in Design」も受賞し、2016年のインディペンデント・ゲーム・フェスティバルでは「Seumas McNally Grand Prize」と「Nuovo Award」にノミネートされた。このゲームを開発したSteel Crate Gamesは、2016年のゲーム・デベロッパーズ・チョイス・アワードと英国アカデミー賞ゲーム部門でベスト・デビューにノミネートされた。オフィシャルUK・PlayStationマガジンは、このゲームをPlayStationのVRゲームのベスト3に挙げている。
2016年3月までに総売上本数は20万本を超えた。